# Basile Bouchon

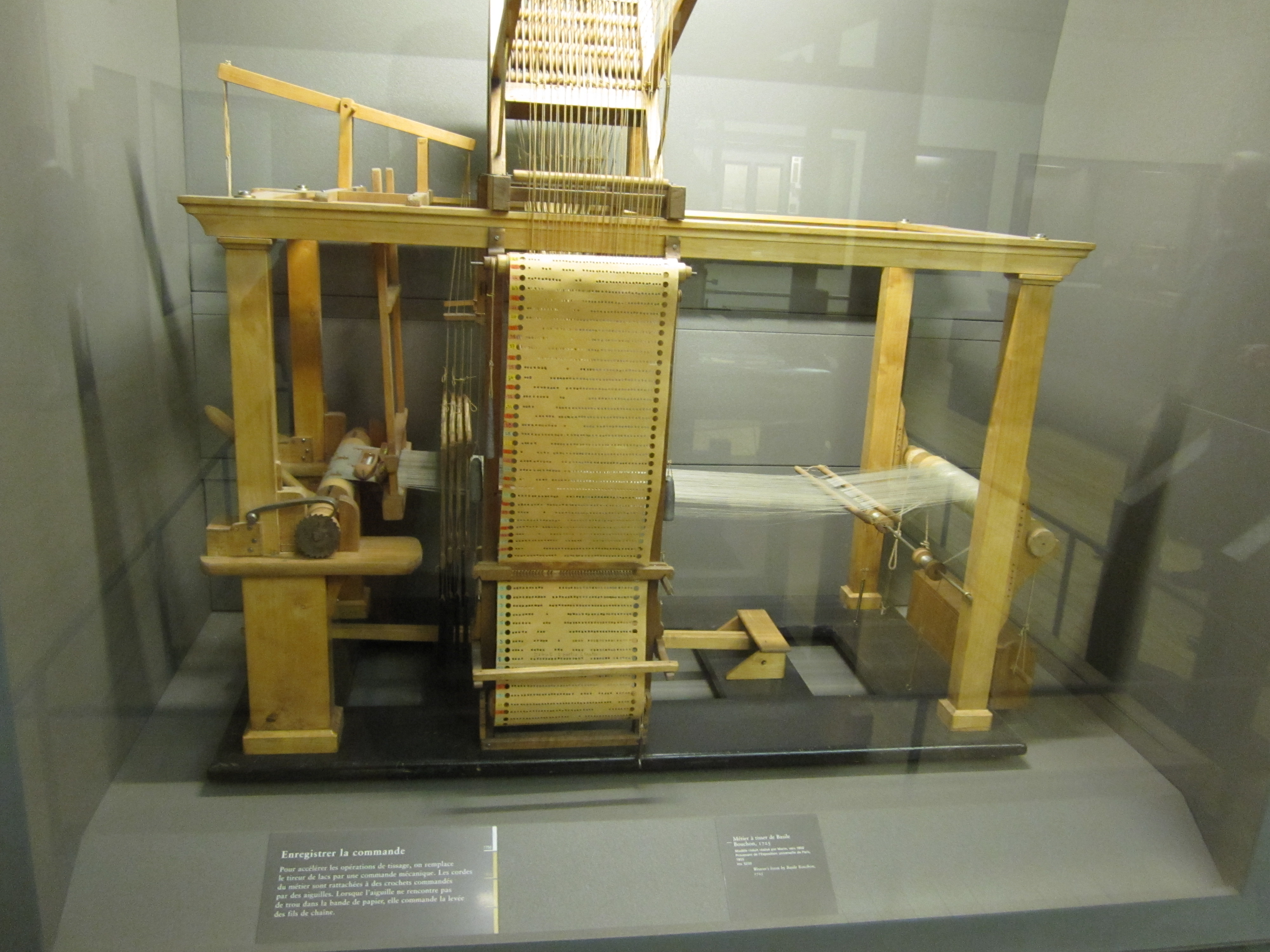
Teler de Basile Bouchon de 1725, exposat al Musée des arts et métiers a París

Basile Bouchon és l'inventor del teler semiautomàtic.
El 1725, aquest inventor francès fa servir una cinta perforada per programar un teler. Obrer de Lió i fill d'un fabricant d'orgues, Bouchon estava familiaritzat amb els cilindres giratoris utilitzats en òrgans automatitzats, com l'òrgan de barril. Va adaptar el concepte dels mecanismes de rellotgeria utilitzats en les capses de música a la tasca repetitiva del teixir.
Aquest invent serà perfeccionat el 1728 pel seu assistent, Jean-Baptiste Falcon, que utilitzarà una sèrie de targetes perforades lligades entre elles.
Aquest serà reprès el 1801 per Joseph Marie Jacquard, que esdevindrà cèlebre amb el teler de Jacquard.
El principi de la targeta perforada va ser reprès per Herman Hollerith, l'inventor de la mecanografia, a finals del segle xix.

## Funcionament i impacte del seu invent
Podem parlar de que l'invent de Bouchon és el primer teler "programable", en què unes tires de cartró amb perforacions, que podien ser molt llargues i complexes, controlaven directament el dibuix que feia el teler a la peça de roba.
On hi havia un forat podia passar una agulla amb un fil d'un color determinat i on no n'hi havia no, és a dir, els forats feien la mateixa funció que la que fan actualment codis binaris com els zeros i els uns en la codificació d'informació en, per exemple, un ordinador. Podem parlar, per tant, d'un dels primers processos d'emmagatzament d'informació. Aquest desenvolupament es considera la primera aplicació industrial d'una màquina semiautomàtica. Era similar al piano roll desenvolupat a finals del segle xix i pot haver estat inspirat en patrons que tradicionalment es dibuixaven en paper gràfic.
Així Bouchon va adaptar el concepte dels autòmats musicals controlats per cilindres enganxats a la tasca repetitiva de teixir i va automatitzar parcialment el tediós procés de muntatge del teler de dibuix fent que un operari hagués d’aixecar els fils d'ordit utilitzant cordons, inventant un adjunt per als telers, que utilitzaven una àmplia tira de paper perforat per seleccionar els fils d'ordit que s'aixecarien durant el teixit.
Malgrat els seus avantatges, la invenció de Bouchon no va tenir gaire èxit perquè el nombre d'agulles no era suficient per permetre el teixit de grans dissenys. A més, la utilització d'un rotllo de paper no era gaire pràctica.
Aquest procés més endavant evolucionarà amb les noves versions de l'invent de Bouchon que realitzaran Jean-Baptiste Falcon o Joseph Jacquard, tots ells fent grans avenços no només per la indústria tèxtil, sinó també per la computació tal com la coneixem avui en dia. En el cas de Baptiste Falcon, ajudant de Bouchon, tres anys més tard, el 1728, va millorar la màquina, ampliant el nombre de cables que es podien manejar disposant els forats en files. També va reemplaçar el rotllo de paper per un conjunt de targetes perforades unides entre si en un bucle sense fi, el que va permetre canviar el programa ràpidament. Cada targeta de perforació controlava un sol ganxo o agulla. El sistema de Falcon era superior perquè les cartes esquinçades podien ser fàcilment reemplaçades, mentre que el sistema de Bouchon requeria que es reproduïssin rotllos sencers si es feia un rotllo inutilitzable. El teler de Bouchon i Falcon era semiautomàtic i requeria l'alimentació manual del programa.
Tot i que els telers de Bouchon i Falcon van eliminar errors en l'aixecament de fils, encara necessitaven un operador addicional (o fins i tot dos d'ells) per operar. El teler de Bouchon i Falcon va tenir un èxit modest: uns 40 telers d'aquest tipus havien estat venuts el 1762. El primer intent d'automatització completa va ser realitzat per Jacques Vaucanson el 1745, tampoc gaire exitós. Altres inventors com Regnier també van contribuir a l'automatització del teixit; no obstant cap dels intents va tenir un èxit total, fins que, el 1805 es va produir el teler de Jacquard, àmpliament encertat.